# Digboi Oil Town
Digboi Oil Town é uma vila no distrito de Tinsukia, no estado indiano de Assam.

## Demografia
Segundo o censo de 2001, Digboi Oil Town tinha uma população de 16 584 habitantes. Os indivíduos do sexo masculino constituem 52% da população e os do sexo feminino 48%. Digboi Oil Town tem uma taxa de literacia de 82%, superior à média nacional de 59,5%: a literacia no sexo masculino é de 84% e no sexo feminino é de 79%. Em Digboi Oil Town, 10% da população está abaixo dos 6 anos de idade.